# Jurij Perohanycz

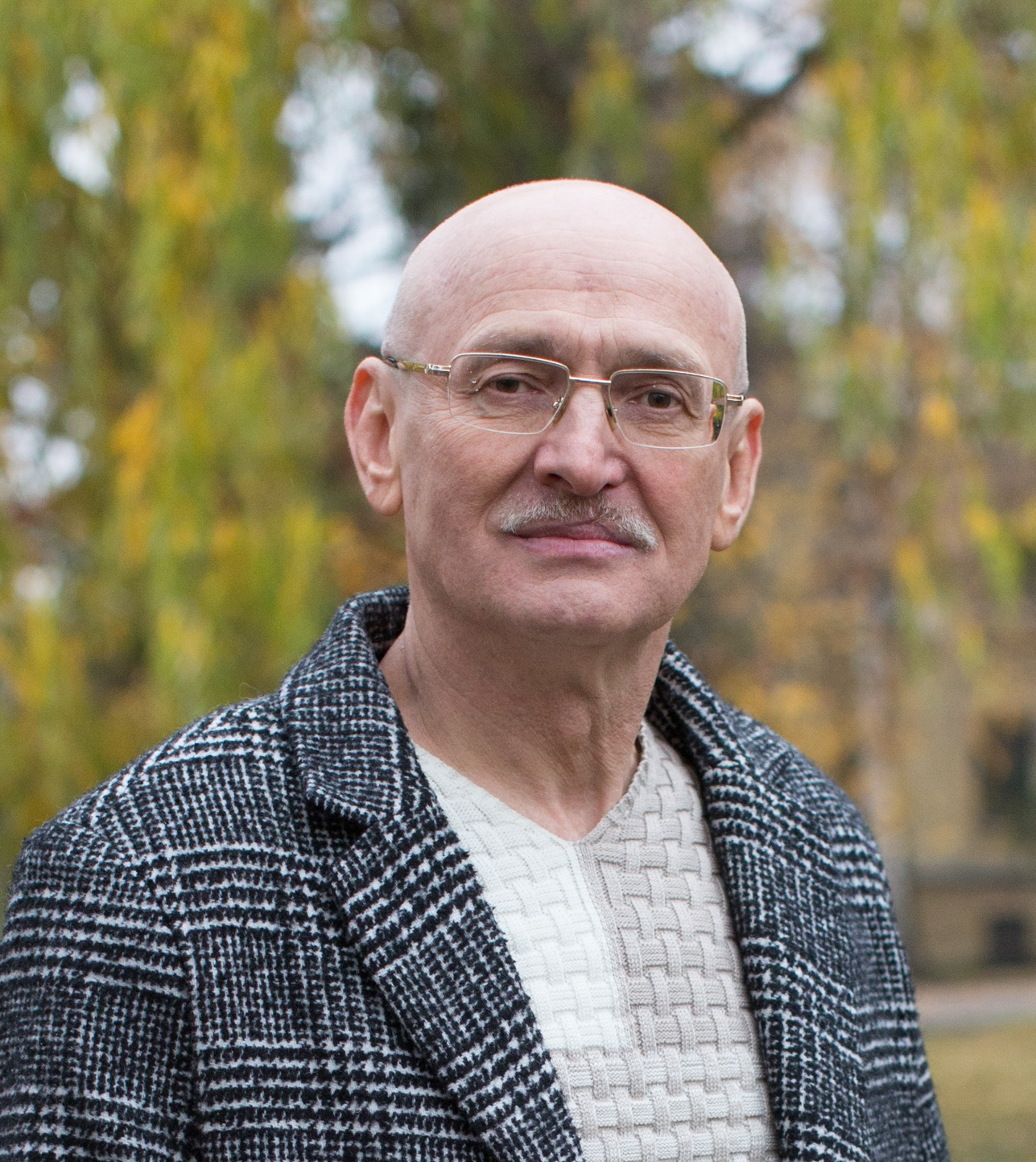
Jurij Perohanycz (2021)

Jurij Josypowycz Perohanycz (ukr. Юрій Йосипович Пероганич, ur. 11 lipca 1961 w Smorzu) – ukraiński działacz społeczny z zakresu technologii informatycznych i edukacji, prezes Stowarzyszenia Przedsiębiorstw Informatycznych Ukrainy, członek zarządu i dyrektor wykonawczy (od 2009 do 2013) Wikimedia Ukraina.
Z wykształcenia programista (studia ukończone w 1980 roku z wyróżnieniem), ekonomista (1986) і prawnik (2000).

## Kariera
- 1979-1991 – technik, inżynier, inżynier oprogramowania, starszy inżynier, matematyk, starszy inżynier oprogramowania w Komputerowym Centrum Południowo-Zachodniej Kolei na Ukrainie,
- 1992 – Zastępca Dyrektora Departamentu Statystyki w Komputerowym Centrum Południowo-Zachodniej Kolei na Ukrainie,
- 1992-2000 – Zastępca Dyrektora Departamentu Statystyki, zastępca kierownika ds. Stosunków Zewnętrznych w Ukrzaliznyce
- 2000-2001 – konsultant w Komitecie Budownictwa, Transportu i Łączności Parlamentu Ukrainy,
- 2001-2003 – Asystent ds. Stosunków Zagranicznych prezesa Stowarzyszenia Spedytorów Międzynarodowych Ukrainy,
- 2003-2005 – Dyrektor Departamentu ds. Stosunków Zewnętrznych Ministerstwa Transportu i Łączności Ukrainy,
- 2005-2006 – Dyrektor Departamentu Stanu ds. łączności i informacji,
- 2006-2007 – Dyrektor Stowarzyszenia dystrybutorów IT,
- Od 2007 roku – Dyrektor Generalny Stowarzyszenia Przedsiębiorstw informatycznych Ukrainy.

## Działalność publiczna

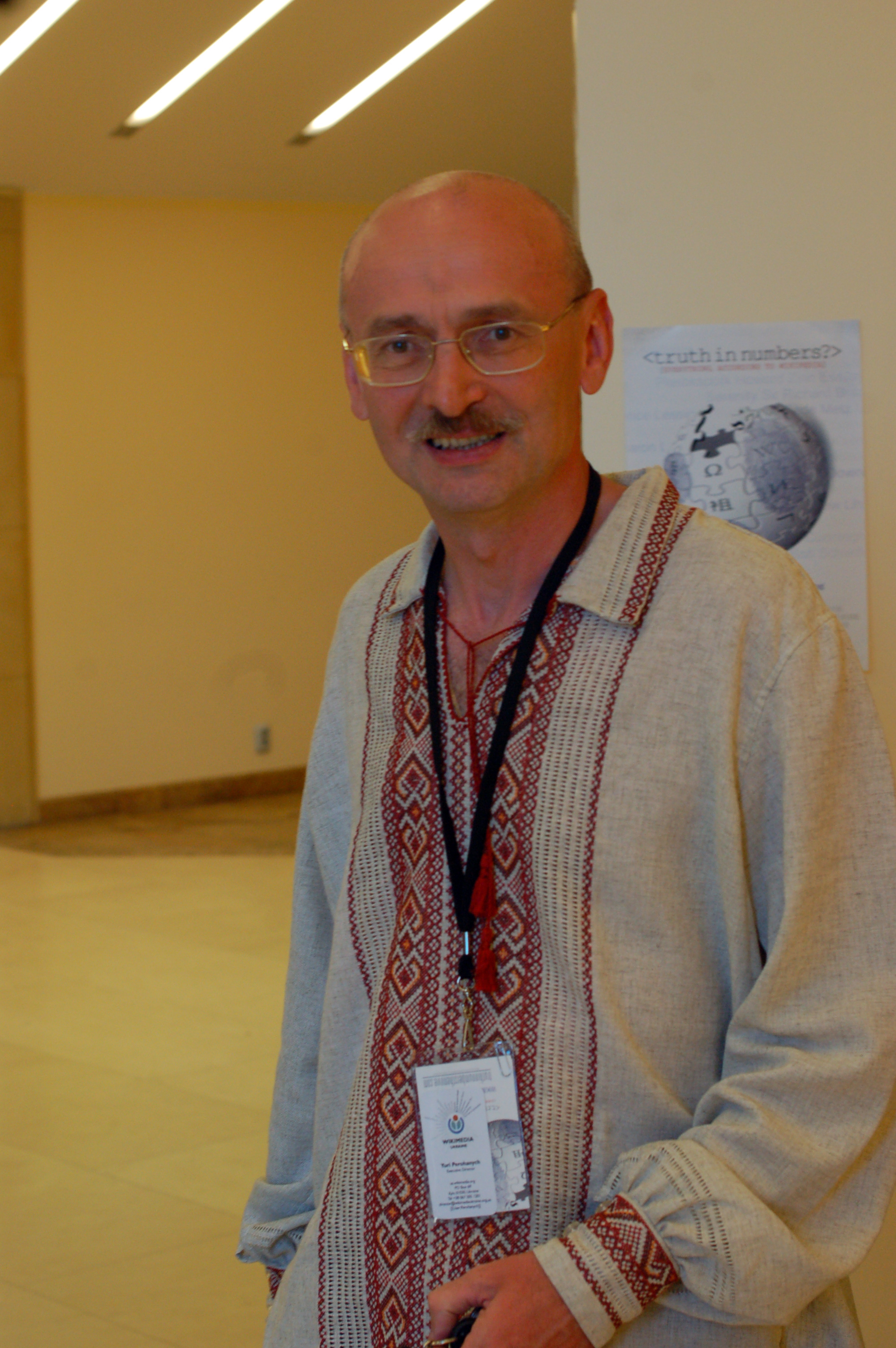
Jurij Perohanycz na Wikimanii w Gdańsku w 2010

Członek organów doradczych Gabinetu Ministrów Ukrainy:
- Rada międzysektorowa na rzecz Rozwoju Społeczeństwa Informacyjnego (2009-2011);
- Rada Krajowych Stowarzyszeń Producentów (2007-2010);
- Rada Przedsiębiorców przy Gabinecie Ministrów Ukrainy (2010).

Członek społecznych grup doradczych Ministerstwa Finansów Ukrainy, Ministerstwa Kultury Ukrainy, Państwowej Służby Celnej Ukrainy, Państwowej Agencji ds. Nauki, Innowacji i Informatyzacji Ukrainy.
Szef grupy roboczej ds. IT w krajach WNP w ramach Komisji ds.Informacji Regionalnej Wspólnoty w dziedzinie komunikacji (2007), członek Internet Association Ukrainy (2011).
„Człowiek Roku – 2008” w kategorii ukraińskich osób publicznych w dziedzinie technologii informacyjnych i komunikacyjnych. Za znaczący wkład w poprawę otoczenia biznesowego dla firm z branży IT otrzymał nagrodę Rady Najwyższej Ukrainy.
Założyciel i współtwórca Wikimedia Ukraina i jej dyrektor wykonawczy (od 2009 do 2013). Członek Komitetu Finansowego Fundacji (od września 2012 r.).
W 2012 roku został jednym z siedmiu członków międzynarodowego Komitetu Finansowego (Funds Dissemination Committee) Fundacji Wikimedia.

## Publikacje
Jest autorem i współautorem kilku książek:
- Пероганич Ю. «Покажчик термінів Статуту залізниць України». Науково-практичне видання – Київ: «Основа», 2002, – 152 сторінок. ISBN 966-7233-75-8.
- «Довідник експедитора». У двох книгах. Книга перша/ Д. В. Зеркалов, В. Г. Кушнірчук, Ю. Й. Пероганич та ін. – Київ: Основа, 2002. – 624 сторінок., ISBN 966-7233-90-1.
- «Довідник експедитора». У двох книгах. Книга друга/ Д. В. Зеркалов, В. Г. Кушнірчук, Ю. Й. Пероганич та ін. – Київ: Основа, 2002. – 528 сторінок., ISBN 966-699-001-6.
- «Довідник залізничника». У восьми книгах. Книга перша: Перевезення вантажів/ Зеркалов Д. В., Зайончковський І. В., Пероганич Ю. Й. та ін. – Київ: Основа, 2004. – 552 сторінок. ISBN 966-699-047-4.